# Unione Sportiva Lecce 2007-2008
Questa voce raccoglie le informazioni riguardanti l'Unione Sportiva Lecce nelle competizioni ufficiali della stagione 2007-2008.

## Stagione

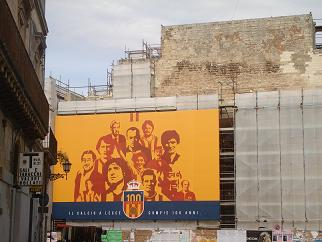
Manifesto celebrativo del centenario dell'U.S. Lecce esposto in città

Il Lecce di Papadopulo inizia la stagione 2007-2008 molto bene, insediandosi nei primi posti della classifica e non allontanandosi mai dalla zona play-off grazie alle vittorie contro Frosinone (1-2), Chievo (3-0), Rimini (2-3) e Albinoleffe (3-0). Durante questa partita, giocata il 15 dicembre 2007, valevole per la diciottesima giornata, Elvis Abbruscato mette a segno il millesimo gol della storia del Lecce in Serie B. Nella prima parte dell'annata si registrano anche il pareggio per 1-1 nello scontro diretto contro il Pisa e tre sconfitte contro Bologna (1-0), Brescia (1-2 in casa) e Mantova (1-0). Prima della pausa invernale, il 22 dicembre, si gioca il Derby di Puglia. Il Lecce vince per 4-0 contro il Bari al San Nicola dopo 15 anni, con le reti di Abbruscato (doppietta), Tiribocchi e, nel finale, del subentrato Tulli. I salentini concludono il 2007 al secondo posto, a pari punti con il Pisa e ad un punto della vetta occupata dal Bologna. Il Lecce di Papadopulo nel 2007 ha raccolto ben 76 punti, stabilendo il record di maggior punti conquistati in un anno solare in Serie B.
Il 1º novembre 2007 il Lecce subisce un grave lutto: durante una fase di allenamento al Via del mare il magazziniere Antonio De Giorgi viene colpito e ucciso da un fulmine, che sfiora anche Giuseppe Papadopulo ed Elvis Abbruscato, non ferendoli.
Nel mercato di gennaio arrivano nel Salento in prestito Daniele Corvia e Viktor Budjanskij rispettivamente da Siena e Udinese. Durante la gara con il Piacenza, vinta dai salentini per 3-1, Tiribocchi mette a segno il gol numero 3.000 della storia del Lecce e il 15 marzo 2008 la squadra, impegnata nella sfida contro lo Spezia, festeggia i 100 anni di storia. Per l'occasione arriva nel capoluogo salentino la Coppa del mondo vinta dagli azzurri a Germania 2006.
Nel girone di ritorno il Lecce ottiene quattro pareggi in altrettanti scontri diretti: 3-3 a Verona contro il Chievo, 0-0 in casa contro il Bologna e contro il Brescia in trasferta e 1-1 casalingo contro il Pisa. L'unica sconfitta è quella rimediata ad Ascoli (2-1). La prima vittoria in trasferta nel ritorno arriva solo alla 35ª giornata (2-1 contro il Modena). Proprio grazie a questa vittoria il Lecce supera il proprio primato di successi stagionali in Serie B (prima era di 18). I salentini, a quattro giornate dal termine, vincono nettamente a Bergamo lo scontro diretto per il 2º posto contro l'Albinoleffe (4-0), rilanciandosi prepotentemente per la promozione diretta. Il 17 maggio 2008, a tre giornate dal termine del campionato, il Lecce cade davanti a 22.000 tifosi giallorossi nel derby con il Bari, che vince con il risultato di 2-1 e riscatta la sconfitta subita all'andata.
Al termine del campionato il Lecce si classifica terzo e così, pur sopravanzando di 12 punti il Pisa sesto classificato, è costretto a disputare i play-off per la promozione. In semifinale riesce ad avere ragione dei pisani imponendosi nel doppio confronto per 0-1 nella gara di andata, allo Stadio Romeo Anconetani, con un gol di Tiribocchi e per 2-1 nel ritorno, in casa, ancora con Tiribocchi, che realizza su calcio di rigore, ed Abbruscato, che raddoppia all'inizio della ripresa. Nella doppia finale il Lecce affronta l'AlbinoLeffe, qualificatosi dopo aver eliminato in semifinale il Brescia. La gara di andata allo Stadio Atleti Azzurri d'Italia di Bergamo si risolve a favore dei salentini (0-1), che vanno in rete con Abbruscato. La partita di ritorno al Via del Mare finisce 1-1 con gol di Abbruscato e di Ruopolo. Il pareggio permette al Lecce, sostenuto da 30.000 tifosi, di raggiungere la promozione in Serie A dopo due anni in Serie B.
Nonostante il fruttuoso campionato disputato con il Lecce (83 punti conquistati, miglior difesa del torneo e record di vittorie in casa), Papadopulo non prosegue la sua esperienza come tecnico dei giallorossi. La notizia del suo abbandono, dovuta a divergenze con il direttore generale del club Angelozzi, viene resa nota da alcuni siti web e l'amministratore delegato dell'U.S. Lecce Fenucci dichiara di aver appreso della decisione tramite Internet.

## Divise e sponsor
Il fornitore di materiale tecnico per la stagione 2007-2008 è stato Asics, mentre lo sponsor di maglia Notte della Taranta e Lachifarma.
| 1° Maglia | 2° Maglia | 3° Maglia |

## Organigramma societario
Area direttiva
- Presidente: Giovanni Semeraro
- Vice presidente: Mario Moroni
- Amministratore delegato: Claudio Fenucci
- Responsabile amministrativo: Tiziana Balsebre

Area organizzativa
- Segretario generale: Adolfo Starace
- Team manager: Mario Zanotti

Area comunicazione
- Direttore Editoriale: Loredana Di Cuonzo
- Ufficio stampa: Andrea Ferrante

Area marketing
- Responsabile: Andrea Micati
- Ufficio marketing: Claudio Vino

Area tecnica
- Direttore sportivo: Guido Angelozzi
- Allenatore: Giuseppe Papadopulo
- Allenatore in seconda: Giancarlo Oddi
- Responsabile segreteria tecnico/sportiva: Giuseppe Mercadante
- segreteria tecnico/sportiva: Donato Provenzano
- Preparatori atletici: Simone Lucchesi, Giovanni de Luca
- Preparatore dei portieri: Franco Paleari

Area sanitaria
- Responsabile: dott. Giuseppe Palaia
- Medico sociale: dott. Carlo Pranzo Zaccaria
- Fisioterapista: Paolo Barbero
- Massaggiatori: Alessandro Donato, Graziano Fiorita

## Rosa
| N. |                     | Ruolo | Calciatore            |
| -- | ------------------- | ----- | --------------------- |
| 1  | Italia (bandiera)   | P     | Antonio Rosati        |
| 2  | Russia (bandiera)   | C     | Viktor Budjanskij     |
| 3  | Italia (bandiera)   | D     | Tiziano Polenghi      |
| 4  | Italia (bandiera)   | D     | Marcello Cottafava    |
| 5  | Mali (bandiera)     | D     | Souleymane Diamoutene |
| 6  | Brasile (bandiera)  | D     | Ângelo                |
| 7  | Italia (bandiera)   | C     | Andrea Zanchetta      |
| 8  | Italia (bandiera)   | C     | Gianni Munari         |
| 9  | Italia (bandiera)   | A     | Elvis Abbruscato      |
| 10 | Slovenia (bandiera) | C     | Anej Lovrečič         |
| 11 | Italia (bandiera)   | D     | Alberto Giuliatto     |
| 14 | Brasile (bandiera)  | D     | Fabiano               |
| 15 | Francia (bandiera)  | D     | Hemza Mihoubi         |
| 16 | Italia (bandiera)   | D     | Andrea Esposito       |
| 17 | Mali (bandiera)     | C     | Drissa Diarra         |
| 18 | Italia (bandiera)   | D     | Mattia Conte          |

| N. |                           | Ruolo | Calciatore              |
| -- | ------------------------- | ----- | ----------------------- |
| 19 | Italia (bandiera)         | C     | Luca Ariatti            |
| 20 | Cile (bandiera)           | C     | Jaime Valdés            |
| 21 | Italia (bandiera)         | C     | Andrea Ardito           |
| 23 | Italia (bandiera)         | D     | Raffaele Schiavi        |
| 24 | Rep. Ceca (bandiera)      | D     | Ondřej Herzán           |
| 24 | Svizzera (bandiera)       | D     | Daniel Eduardo Raschle  |
| 25 | Costa d'Avorio (bandiera) | A     | Axel Cedric Konan       |
| 26 | Italia (bandiera)         | P     | Ugo Gabrieli            |
| 27 | Italia (bandiera)         | C     | Antonio Tundo           |
| 27 | Italia (bandiera)         | A     | Daniele Corvia          |
| 28 | Italia (bandiera)         | D     | Fabio Franceschini      |
| 30 | Italia (bandiera)         | A     | Vittorio Triarico Tateo |
| 32 | Italia (bandiera)         | A     | Alessandro Tulli        |
| 80 | Italia (bandiera)         | C     | Giuseppe Vives          |
| 90 | Italia (bandiera)         | A     | Simone Tiribocchi       |
| 99 | Italia (bandiera)         | P     | Francesco Benussi       |

## Calciomercato

### Sessione estiva
| Acquisti | Acquisti               | Acquisti       | Acquisti      |
| R.       | Nome                   | da             | Modalità      |
| -------- | ---------------------- | -------------- | ------------- |
| P        | Francesco Benussi      | Siena          | fine prestito |
| D        | Hemza Mihoubi          | Charleroi      | fine prestito |
| D        | Fabiano                | Monza          | definitivo    |
| D        | André Möllestam        | Brommapojkarna | definitivo    |
| C        | Anej Lovrevic          | Koper          | definitivo    |
| C        | Luca Ariatti           | Atalanta       | definitivo    |
| C        | Andrea Ardito          | Torino         | definitivo    |
| C        | Daniel Eduardo Raschle | Nacional       | definitivo    |
| A        | Konan                  | Torino         | fine prestito |
| A        | Patrik Bordon          | Koper          | definitivo    |
| A        | Elvis Abbruscato       | Torino         | definitivo    |

| Cessioni | Cessioni             | Cessioni | Cessioni      |
| R.       | Nome                 | a        | Modalità      |
| -------- | -------------------- | -------- | ------------- |
| D        | Cristian Arrieta     | -        | svincolato    |
| D        | Rafael Tesser        | Taranto  | definitivo    |
| C        | Juliano              | Pisa     | definitivo    |
| C        | Gionata Mingozzi     | Treviso  | definitivo    |
| A        | Pablo Daniel Osvaldo | Atalanta | fine prestito |

### Sessione invernale
| Acquisti | Acquisti          | Acquisti | Acquisti   |
| R.       | Nome              | da       | Modalità   |
| -------- | ----------------- | -------- | ---------- |
| C        | Viktor Budjanskij | Udinese  | definitivo |
| A        | Daniele Corvia    | Siena    | definitivo |

| Cessioni | Cessioni         | Cessioni | Cessioni   |
| R.       | Nome             | a        | Modalità   |
| -------- | ---------------- | -------- | ---------- |
| A        | Alessandro Tulli | Piacenza | definitivo |

## Risultati

### Serie B

#### Girone di andata
| Arbitro: | Pierpaoli (Firenze) |

|          |           |                               |
| Lodi 80’ | Marcatori | 32’ Tiribocchi 37’ Abbruscato |

| Arbitro: | Dondarini (Finale Emilia) |

|                |           |  |
| Tiribocchi 14’ | Marcatori |  |

| Arbitro: | Velotto (Grosseto) |

|              |           |               |
| Granoche 57’ | Marcatori | 8’ Abbruscato |

| Lecce 15 settembre 2007, ore 16:00 4ª giornata | Lecce             | 0 – 0 | Ascoli | Stadio Via del Mare\| Arbitro: \| Rizzoli (Bologna) \| |
| Arbitro:                                       | Rizzoli (Bologna) |       |        |                                                        |

| Arbitro: | Ayroldi (Molfetta) |

|  |           |                              |
|  | Marcatori | 38’ (rig.) Valdes 85’ Munari |

| Arbitro: | Gava (Conegliano) |

|  |           |             |
|  | Marcatori | 90+2’ Tulli |

| Arbitro: | Saccani (Mantova) |

|                                  |           |  |
| Abbruscato 26’, 47’ Valdes 90+3’ | Marcatori |  |

| Arbitro: | Bergonzi (Genova) |

|                |           |  |
| Bombardini 53’ | Marcatori |  |

| Arbitro: | Valeri (Roma) |

|                                       |           |                   |
| Zanchetta 36’ (rig.) Tiribocchi 90+4’ | Marcatori | 52’, 69’ Gorzegno |

| Arbitro: | Rocchi (Firenze) |

|                |           |                               |
| Tiribocchi 25’ | Marcatori | 44’ Santacroce 67’ Possanzini |

| Arbitro: | Orsato (Schio) |

|                      |           |                                         |
| Valiani 25’ Jeda 63’ | Marcatori | 14’ A. Esposito 52’ Schiavi 90+1’ Tulli |

| Arbitro: | Tommasi (Bassano del Grappa) |

|                |           |                      |
| Tiribocchi 71’ | Marcatori | 90+4’ (aut.) Schiavi |

| Arbitro: | Squillace (Catanzaro) |

|  |           |             |
|  | Marcatori | 71’ Ariatti |

| Arbitro: | De Marco (Chiavari) |

|                            |           |  |
| Abbruscato 17’ Vives 90+4’ | Marcatori |  |

| Arbitro: | Celi (Campobasso) |

|              |           |              |
| Genevier 88’ | Marcatori | 8’ Cottafava |

| Arbitro: | Pinzani (Empoli) |

|                                                   |           |                     |
| Tiribocchi 51’ Diamoutene 64’ Fasano 90+2’ (aut.) | Marcatori | 28’ (rig.) Chianese |

| Arbitro: | Trefoloni (Siena) |

|           |           |  |
| Fiore 24’ | Marcatori |  |

| Arbitro: | Gervasoni (Mantova) |

|                                    |           |  |
| Abbruscato 47’ Tiribocchi 73’, 82’ | Marcatori |  |

| Arbitro: | Farina (Novi Ligure) |

|  |           |                                                |
|  | Marcatori | 35’, 60’ Abbruscato 45+1’ Tiribocchi 88’ Tulli |

| Lecce 12 gennaio 2008, ore 16:00 20ª giornata | Lecce                        | 0 – 0 | Messina | Stadio Via del Mare\| Arbitro: \| Tommasi (Bassano del Grappa) \| |
| Arbitro:                                      | Tommasi (Bassano del Grappa) |       |         |                                                                   |

| Arbitro: | De Marco (Chiavari) |

|              |           |                                 |
| Masiello 35’ | Marcatori | 65’, 72’ Tiribocchi 90+2’ Vives |

#### Girone di ritorno
| Arbitro: | Romeo (Verona) |

|                                       |           |  |
| Fabiano 20’ Zanchetta 47’ Ariatti 85’ | Marcatori |  |

| Treviso 2 febbraio 2008, ore 16:00 23ª giornata | Treviso             | 0 – 0 | Lecce | Stadio Omobono Tenni\| Arbitro: \| Pierpaoli (Firenze) \| |
| Arbitro:                                        | Pierpaoli (Firenze) |       |       |                                                           |

| Arbitro: | Palanca (Roma) |

|              |           |  |
| Munari 90+1’ | Marcatori |  |

| Arbitro: | Velotto (Grosseto) |

|                                  |           |               |
| Belingheri 20’ Soncin 39’ (rig.) | Marcatori | 26’ Zanchetta |

| Arbitro: | Rocchi (Firenze) |

|                           |           |  |
| Corvia 42’ Abbruscato 85’ | Marcatori |  |

| Arbitro: | Lops (Torino) |

|                                                |           |                |
| Abbruscato 20’ Diamoutene 77’ Tiribocchi 90+5’ | Marcatori | 3’ M. Serafini |

| Arbitro: | Morganti (Ascoli Piceno) |

|                                                  |           |                                       |
| Marcolini 5’ (rig.) Mantovani 20’ Pellissier 47’ | Marcatori | 14’, 55’ (rig.) Valdes 60’ Tiribocchi |

| Lecce 8 marzo 2008, ore 16:00 29ª giornata | Lecce            | 0 – 0 | Bologna | Stadio Via del Mare\| Arbitro: \| Rosetti (Torino) \| |
| Arbitro:                                   | Rosetti (Torino) |       |         |                                                       |

| Arbitro: | Damato (Barletta) |

|             |           |            |
| Eliakwu 72’ | Marcatori | 74’ Valdes |

| Brescia 18 marzo 2008, ore 20:30 31ª giornata | Brescia             | 0 – 0 | Lecce | Stadio Mario Rigamonti\| Arbitro: \| De Marco (Chiavari) \| |
| Arbitro:                                      | De Marco (Chiavari) |       |       |                                                             |

| Arbitro: | Banti (Livorno) |

|                          |           |  |
| Zanchetta 63’ Corvia 87’ | Marcatori |  |

| Arbitro: | Ciampi (Roma) |

|                 |           |                      |
| Danilevicius 4’ | Marcatori | 24’ (aut.) Innocenti |

| Arbitro: | Stefanini (Prato) |

|                                  |           |  |
| Corvia 8’, 43’ Valdes 80’ (rig.) | Marcatori |  |

| Arbitro: | Brighi (Cesena) |

|               |           |                                 |
| Antonazzo 39’ | Marcatori | 48’ Tiribocchi 73’ (aut.) Perna |

| Arbitro: | Tagliavento (Terni) |

|                |           |             |
| Tiribocchi 84’ | Marcatori | 53’ Kutuzov |

| Arbitro: | Banti (Livorno) |

|                  |           |                                                |
| Succi 69’ (rig.) | Marcatori | 16’ (rig.) Valdes 53’ Budyanski 66’ Abbruscato |

| Arbitro: | Palanca (Roma) |

|            |           |            |
| Angelo 21’ | Marcatori | 50’ Godeas |

| Arbitro: | Rosetti (Torino) |

|  |           |                                                      |
|  | Marcatori | 34’ Tiribocchi 70’ Zanchetta 86’ Polenghi 89’ Corvia |

| Arbitro: | Orsato (Schio) |

|            |           |                                |
| Corvia 85’ | Marcatori | 53’ (rig.) Bonanni 57’ Cavalli |

| Arbitro: | Bergonzi (Genova) |

|                |           |                              |
| Biancolino 34’ | Marcatori | 5’, 54’ Vives 11’ Tiribocchi |

| Arbitro: | Brighi (Cesena) |

|            |           |  |
| Angelo 18’ | Marcatori |  |

### Play-off
| Arbitro: | Saccani (Mantova) |

|  |           |                |
|  | Marcatori | 52’ Tiribocchi |

| Arbitro: | Rizzoli (Bologna) |

|                                      |           |                |
| Tiribocchi 40’ (rig.) Abbruscato 48’ | Marcatori | 79’ C. Colombo |

| Arbitro: | Rocchi (Firenze) |

|  |           |                |
|  | Marcatori | 76’ Abbruscato |

| Arbitro: | Morganti (Ascoli Piceno) |

|                |           |             |
| Tiribocchi 10’ | Marcatori | 74’ Ruopolo |

### Coppa Italia

#### Turni eliminatori
| Arbitro: | Salati (Trento) |

|                                         |                      |                                              |
| Scaglia 55’ Šmit 115’                   | Marcatori            | 61’ Valdés 91’ Tiribocchi                    |
| Quadrini Guigou Venitucci Viali Scaglia | Tiri di rigore 4 – 3 | Tiribocchi Valdés Vives Giuliatto Diamoutene |

## Statistiche

### Statistiche di squadra
| Competizione | Punti | In casa | In casa | In casa | In casa | In casa | In casa | In trasferta | In trasferta | In trasferta | In trasferta | In trasferta | In trasferta | Totale | Totale | Totale | Totale | Totale | Totale | DR  |
| Competizione | Punti | G       | V       | N       | P       | Gf      | Gs      | G            | V            | N            | P            | Gf           | Gs           | G      | V      | N      | P      | Gf     | Gs     | DR  |
| ------------ | ----- | ------- | ------- | ------- | ------- | ------- | ------- | ------------ | ------------ | ------------ | ------------ | ------------ | ------------ | ------ | ------ | ------ | ------ | ------ | ------ | --- |
| Serie B      | 83    | 21      | -       | -       | -       | -       | -       | 21           | -            | -            | -            | -            |              | 42     | 23     | 14     | 5      | 70     | 29     | +41 |
| Play Off     | -     | 2       | 1       | 1       | 0       | 3       | 2       | 2            | 2            | 0            | 0            | 2            | 0            | 4      | 3      | 1      | 0      | 5      | 2      | +3  |
| Coppa Italia | -     | 0       | 0       | 0       | 0       | 0       | 0       | 1            | 0            | 1            | 0            | 2            | 2            | 1      | 0      | 1      | 0      | 2      | 2      | 0   |
| Totale       | -     | 21      | -       | -       | -       | -       | -       | 22           | 0+           | 1+           | 0+           | 2+           | 2+           | 47     | 26     | 16     | 5      | 77     | 33     | +44 |

### Statistiche dei giocatori giallorossi

#### Presenze e reti in campionato
- Antonio Rosati 20 (-15)
- Francesco Benussi 23 (-14)
- Souleymane Diamoutene 33 (2)
- Fabiano 16 (1)
- Marcello Cottafava 34 (1)
- Hemza Mihoubi 8 (0)
- Tiziano Polenghi 20 (1)
- Ângelo Mariano de Almeida 32 (2)
- Alberto Giuliatto 22 (0)
- Raffaele Schiavi 26 (1)
- Andrea Esposito 14 (1)
- Andrea Ardito 33 (0)
- Luca Ariatti 38 (2)

- Drissa Diarra 4 (0)
- Jaime Valdés 35 (7)
- Viktor Budjanskij 17 (1)
- Gianni Munari 38 (1)
- Giuseppe Vives 32 (4)
- Andrea Zanchetta 35 (5)
- Anej Lovrečič 1 (0)
- Elvis Abbruscato 40 (14)
- Vittorio Triarico Tateo 1 (0)
- Simone Tiribocchi 37 (17)
- Axel Cedric Konan 5 (0)
- Daniele Corvia 16 (6)
- Alessandro Tulli 12 (3)

## Giovanili

### Organigramma
Area direttiva
- Responsabile: Luigi Dimitri
- Dirigente Accompagnatore: Carlo Mugo

Primavera
- Allenatore: Luca Brunetti
- Allenatore portieri: Roberto Vergallo, Maurizio Rizzo
- Preparatore atletico: Mirco Spedicato, Salvatore Vergine

Allievi nazionali
- Allenatore: Primo Maragliulo

Allievi regionali
- Allenatore: Antonio Marcello

Giovanissimi nazionali
- Allenatore: Carmine Bray

Giovanissimi regionali
- Allenatore: Luca Renna

Esordienti 94
- Allenatore: Vincenzo Mazzeo

Esordienti 95
- Allenatore: Enrico Diamante

Scuola calcio
- Allenatore: Simone Schipa, Franco Corrado